# Монтебелло-ді-Бертона
Монтебелло-ді-Бертона (італ. Montebello di Bertona) — муніципалітет в Італії, у регіоні Абруццо, провінція Пескара.
Монтебелло-ді-Бертона розташоване на відстані близько 130 км на північний схід від Рима, 40 км на схід від Л'Аквіли, 29 км на захід від Пескари.
Населення — 991 особа (2014).

## Демографія
Населення за роками:

Станом на 1 січня 2023 року в муніципалітеті офіційно проживало 35 іноземців з 9 країн, серед них 13 громадян країн Євросоюзу та 4 громадяни України.

## Сусідні муніципалітети
- Чивітелла-Казанова
- Фариндола
- Пенне
- Вілла-Чельєра